# Quake III Arena
Quake III Arena (também conhecido como Quake 3, e abreviado como Q3), é um jogo eletrônico de tiro em primeira pessoa, lançado originalmente em 2 de Dezembro de 1999. O jogo foi desenvolvido pela Id Software, enquanto as músicas foram escritas e compostas pela Sonic Mayhem e a Front Line Assembly. O Quake III Arena é o terceiro jogo da franquia, e diferente dos outros jogos da série, onde o foco principal é o Single-Player, esse jogo é focado especialmente no modo Multi-Player. Seu modo Single-Player coloca o jogador em combate com bots controlados pelo computador(muito similar ao single-player do Unreal Tournament).
O game foi muito bem aceito pela crítica de jogos, e após seu enorme sucesso, foi portado para muitas outras plataformas.Sua engine/motor gráfico deu origem a muitos outros jogos como James Bond 007: Agent Under Fire, Return to Castle Wolfenstein, Call of Duty, Star Trek: Elite Force II e muitos outros.

## Recepção

### Vendas
As vendas do Quake III ultrapassaram as 50.000 cópias durante os três primeiros dias de lançamento, altura em que 1 milhão de cópias foram publicadas. Estreou em 5.º lugar no gráfico semanal de vendas de jogos de computador da PC Data para o período de 5 a 11 de dezembro. O jogo subiu para o quarto lugar no top 10 semanal na semana seguinte. Domesticamente, vendeu 222.840 cópias e faturou US $ 10.1 milhões no início de 2000.
Na América do Norte, o Quake III vendeu 168.309 cópias e faturou US $ 7.65 milhões de janeiro a outubro de 2000, de acordo com a PC Data. As suas vendas globais na região, incluindo o seu lançamento em 1999, totalizaram 319.970 unidades em novembro de 2000. Suas vendas somente em 2000 atingiram 190.950 unidades e US $ 8.4 milhões até o final do ano. Mais tarde, o jogo recebeu um prêmio de vendas "Prata" da Entertainment and Leisure Software Publishers Association (ELSPA), indicando vendas de pelo menos 100.000 cópias no Reino Unido.